# Trey Murphy
Kenneth Murphy III, detto Trey (Durham, 18 giugno 2000), è un cestista statunitense, professionista nella NBA con i New Orleans Pelicans.

## Biografia
Suo padre, Kenny Murphy, ha giocato per East Carolina dal 1986 al 1988.

## Inizi e high school
Murphy nasce a Durham, Carolina del Nord, figlio di Albeda e di Kenneth Murphy Jr.
Alla high school gioca per la Cary Academy di Cary, Carolina del Nord. Da senior realizza 24,7 punti e 7,4 rimbalzi di media a partita, tirando il 49,4% dal campo, il 43,6% da tre punti e l'85,8% dalla lunetta. Il 4 ottobre 2017, Murphy si impegna a giocare a basket del college per Rice.

## College

### Rice (2018-2020)
Da matricola, Murphy gioca tutte e 32 le partite di Rice, uscendo dalla panchina 31 volte e tenendo una media di 8,4 punti e 2,6 rimbalzi a partita. Si classifica quarto nella Conference USA (C-USA) per percentuale di canestri da tre punti (42,1%) e 14° per tiri da 3 realizzati a partita (2,0). Stabilisce inoltre il record per una matricola di Rice per la percentuale di canestri da tre punti. Il 26 gennaio 2019, Murphy mette a segno un record personale di 24 punti con 5 canestri da 3, e segnando 6 tiri liberi su 6 (record personale). Al secondo anno, Murphy disputa 29 delle 32 partite per la Rice, partendo titolare in 23 partite. Guida gli Owls per punti segnati di media (13,7), facendo registrare 25 partite in doppia cifra, 6 partite da 20 punti e due doppie doppie.

### Virginia (2020-2021)
Il 30 marzo 2020 inserisce il proprio nome nel transfer portal, trasferendosi il 14 aprile 2020 a Virginia. Justin McKoy, nativo di Cary, Carolina del Nord, amico e futuro compagno di squadra, ha avuto un ruolo fondamentale nel reclutamento da parte di Virginia. A causa della pandemia di COVID-19 non ha dovuto rinunciare a un anno, e gli sono stati concessi tre anni di idoneità immediata invece di due.
Partendo dalla panchina mette a segno 21 punti, tirando 7 su 9 dal campo, nella prima partita stagionale dei Cavaliers. Parte per la prima volta da titolare contro William & Mary alla fine di dicembre 2020, venendo poi impiegato stabilmente dall'inizio da quel punto in avanti.
Il 13 aprile 2021 si dichiara eleggibile per il Draft NBA 2021 pur mantenendo la sua idoneità collegiale. Il 21 giugno 2021, Murphy, dopo aver visto le sue quotazioni salire vertiginosamente, annuncia di aver firmato con un agente, rinunciando così definitivamente alla sua restante eleggibilità con Virginia e ponendo fine alla sua carriera collegiale.

## NBA

### New Orleans Pelicans (2021-)
Murphy viene selezionato nel Draft 2021 dai New Orleans Pelicans con la 17ª scelta assoluta, ceduta il giorno precedente, insieme a Jonas Valanciunas e alla 51ª scelta assoluta (poi ceduta ai Clippers), dai Memphis Grizzlies alla squadra della Louisiana, in cambio della decima scelta assoluta (poi usata dai Grizzlies per selezionare Ziaire Williams), di Eric Bledsoe e Steven Adams, della 40ª scelta (poi girata agli Utah Jazz) e di una prima scelta al Draft 2022 (protetta in top-10).

## Statistiche

### NCAA
| Anno      | Squadra            | PG | PT | MP   | TC%  | 3P%  | TL%  | RP  | AP  | PRP | SP  | PP   |
| --------- | ------------------ | -- | -- | ---- | ---- | ---- | ---- | --- | --- | --- | --- | ---- |
| 2018-2019 | Rice Owls          | 32 | 2  | 20,6 | 44,2 | 42,1 | 72,5 | 2,6 | 0,7 | 0,5 | 0,5 | 8,4  |
| 2019-2020 | Rice Owls          | 29 | 23 | 30,2 | 43,4 | 36,8 | 82,4 | 5,5 | 1,2 | 0,9 | 0,6 | 13,7 |
| 2020-2021 | Virginia Cavaliers | 25 | 20 | 29,6 | 50,3 | 43,3 | 92,7 | 3,4 | 1,2 | 0,8 | 0,4 | 11,3 |
| Carriera  | Carriera           | 86 | 45 | 26,4 | 45,5 | 40,1 | 81,9 | 3,8 | 1,0 | 0,7 | 0,5 | 11,0 |

#### Massimi in carriera
- Massimo di punti: 25 vs Northwestern State (12 novembre 2019)[11]
- Massimo di rimbalzi: 10 (2 volte)
- Massimo di assist: 6 vs Florida International (2 volte)
- Massimo di palle rubate: 4 vs North Carolina-Charlotte (15 febbraio 2020)
- Massimo di stoppate: 4 vs Wayland Baptist (10 novembre 2019)
- Massimo di minuti giocati: 38 (3 volte)

### NBA

#### Regular Season
| Anno      | Squadra       | PG  | PT  | MP   | TC%  | 3P%  | TL%  | RP  | AP  | PRP | SP  | PP   |
| --------- | ------------- | --- | --- | ---- | ---- | ---- | ---- | --- | --- | --- | --- | ---- |
| 2021-2022 | N.O. Pelicans | 62  | 1   | 13,9 | 39,4 | 38,2 | 88,2 | 2,4 | 0,6 | 0,4 | 0,1 | 5,4  |
| 2022-2023 | N.O. Pelicans | 79  | 65  | 31,0 | 48,4 | 40,6 | 90,5 | 3,6 | 1,4 | 1,1 | 0,5 | 14,5 |
| 2023-2024 | N.O. Pelicans | 57  | 23  | 29,6 | 44,3 | 38,0 | 81,5 | 4,9 | 2,2 | 0,9 | 0,5 | 14,8 |
| 2024-2025 | N.O. Pelicans | 53  | 51  | 35,0 | 45,4 | 36,1 | 88,7 | 5,1 | 3,5 | 1,1 | 0,7 | 21,2 |
| Carriera  | Carriera      | 251 | 140 | 27,3 | 45,4 | 38,3 | 87,5 | 3,9 | 1,8 | 0,9 | 0,5 | 13,7 |

#### Play-off
| Anno     | Squadra       | PG | PT | MP   | TC%  | 3P%  | TL%  | RP  | AP  | PRP | SP  | PP   |
| -------- | ------------- | -- | -- | ---- | ---- | ---- | ---- | --- | --- | --- | --- | ---- |
| 2022     | N.O. Pelicans | 6  | 0  | 20,0 | 40,9 | 47,4 | 80,0 | 2,5 | 0,5 | 0,5 | 0,2 | 5,2  |
| 2024     | N.O. Pelicans | 4  | 4  | 42,0 | 37,5 | 33,3 | -    | 6,5 | 2,3 | 1,3 | 1,5 | 11,5 |
| Carriera | Carriera      | 10 | 4  | 28,8 | 38,6 | 38,8 | 80,0 | 4,1 | 1,2 | 0,8 | 0,7 | 7,7  |

#### Massimi in carriera
- Massimo di punti: 41 vs Portland Trail Blazers (12 marzo 2023)[12]
- Massimo di rimbalzi: 10 vs Chicago Bulls (16 novembre 2022)
- Massimo di assist: 5 vs Detroit Pistons (7 dicembre 2022)
- Massimo di palle rubate: 4 vs Charlotte Hornets (23 marzo 2023)
- Massimo di stoppate: 3 (2 volte)
- Massimo di minuti giocati: 46 vs Memphis Grizzlies (5 aprile 2023)

### G League
| Anno      | Squadra        | PG | PT | MP   | TC%  | 3P%  | TL%  | RP  | AP  | PRP | SP  | PP   |
| --------- | -------------- | -- | -- | ---- | ---- | ---- | ---- | --- | --- | --- | --- | ---- |
| 2021-2022 | Birm. Squadron | 6  | 6  | 36,4 | 43,8 | 28,6 | 94,1 | 8,0 | 3,2 | 1,8 | 0,8 | 23,0 |
| Carriera  | Carriera       | 6  | 6  | 36,4 | 43,8 | 28,6 | 94,1 | 8,0 | 3,2 | 1,8 | 0,8 | 23,0 |

## Palmarès

### Individuale

#### NBA
- NBA All-Summer League First Team (2021)